# Roodkroonhaan
De roodkroonhaan  (Corthylio calendula, synoniem: Regulus calendula) is een zangvogel uit de familie Regulidae. Het is een veel voorkomende vogel in naaldbossen in een groot deel van Noord-Amerika. Noordelijk voorkomende soorten trekken 's winters naar het zuiden tot in Mexico.

## Kenmerken
De vogel is 10 tot 11 cm lang. Hoewel een klein beetje groter, lijkt de vogel qua gedrag en uiterlijk sterk op de goudhaan. Het mannetje heeft een rode kruin, maar die is lastig zichtbaar.  De vogel is van boven olijfkleurig grijs. Opvallend is een zwarte band op de vleugel die contrasteert met een smalle, witte vleugelstreep. Verder heeft de vogel een onderbroken oogring.

## Verspreiding en leefgebied
Deze soort komt voor in Noord-Amerika en telt drie ondersoorten:
- C. c. grinnelli: Alaska, zuidwestelijk Canada en de noordwestelijke Verenigde Staten.
- C. c. calendula: centraal en oostelijk Canada, zuidwestelijk, oostelijk en het westelijke centrale deel van de Verenigde Staten.
- C. c. obscurus: het eiland Isla Guadalupe. Dit is een endemische ondersoort van het eiland die waarschijnlijk is uitgestorven.

De twee andere ondersoorten zijn veel voorkomende vogels in naaldbossen tot op 3000 meter boven zeeniveau.

## Status
De vogel neemt in aantal toe (volgens schattingen met 23% tussen 2008 en 2018). Het totale aantal wordt op 100 miljoen volwassen individuen geschat. Daarom staat de vogel als niet bedreigd op de Rode Lijst van de IUCN.

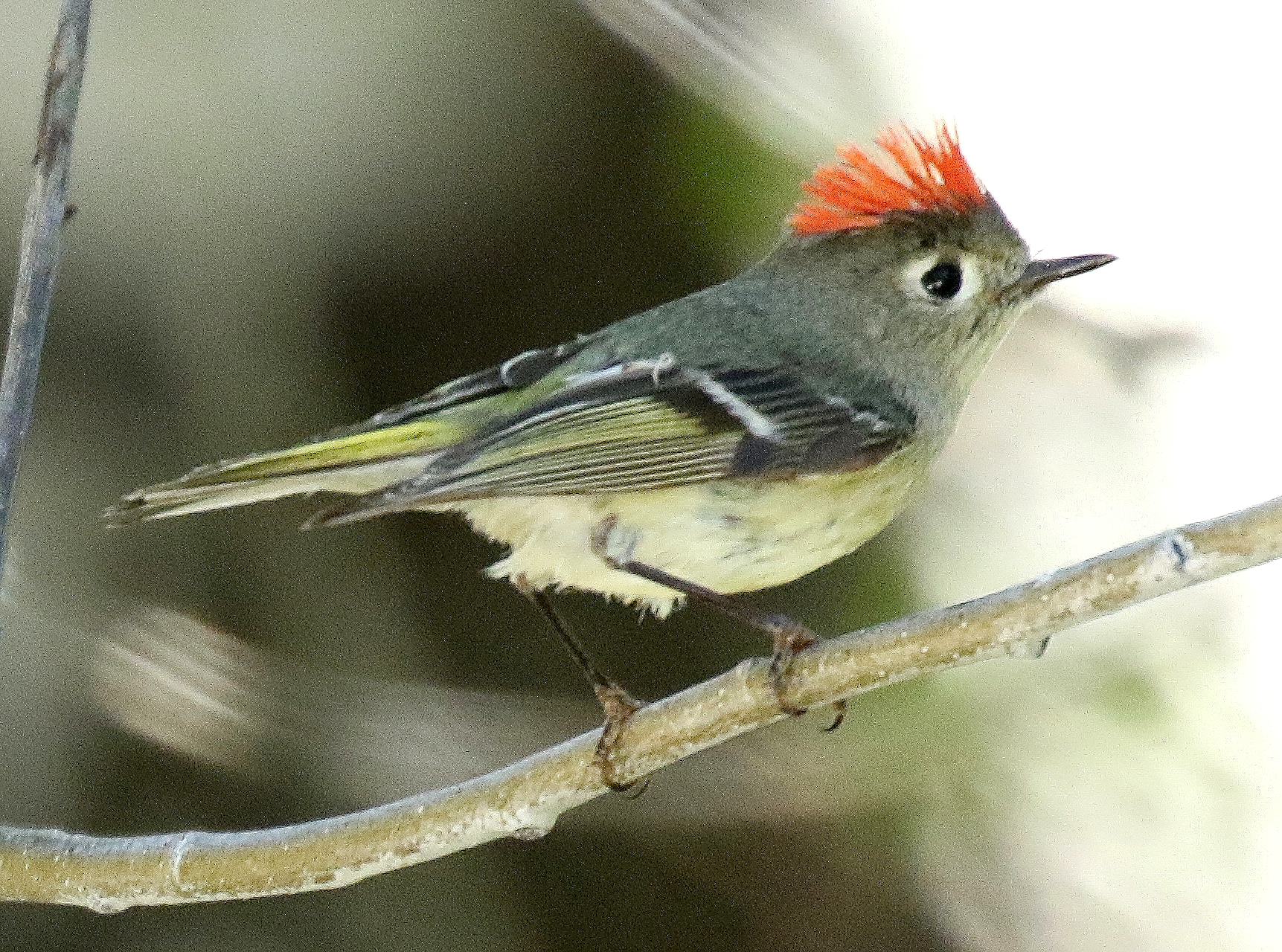
Met opgezet kuifje (zelden zichtbaar)
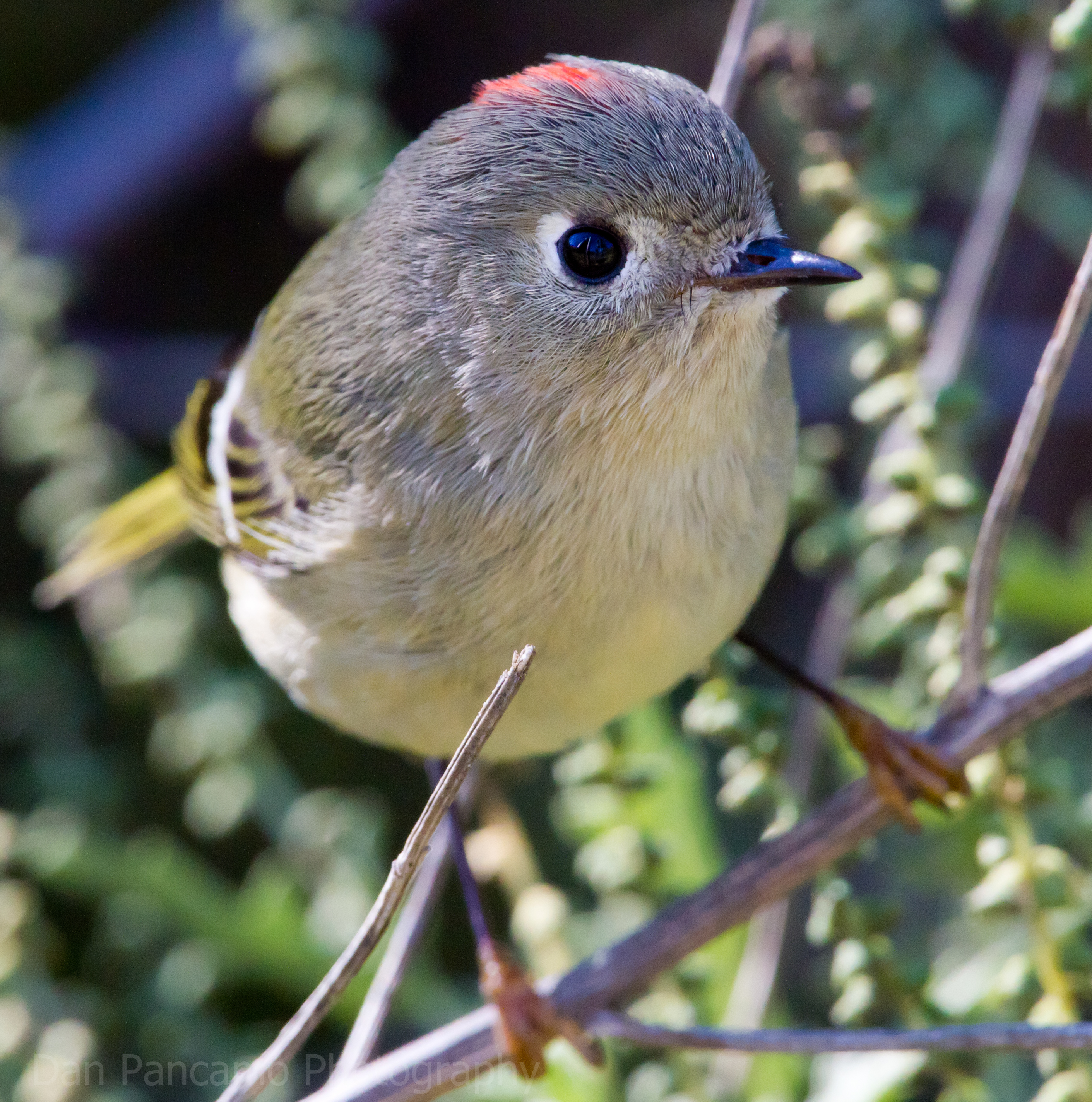
Close-up van de kop
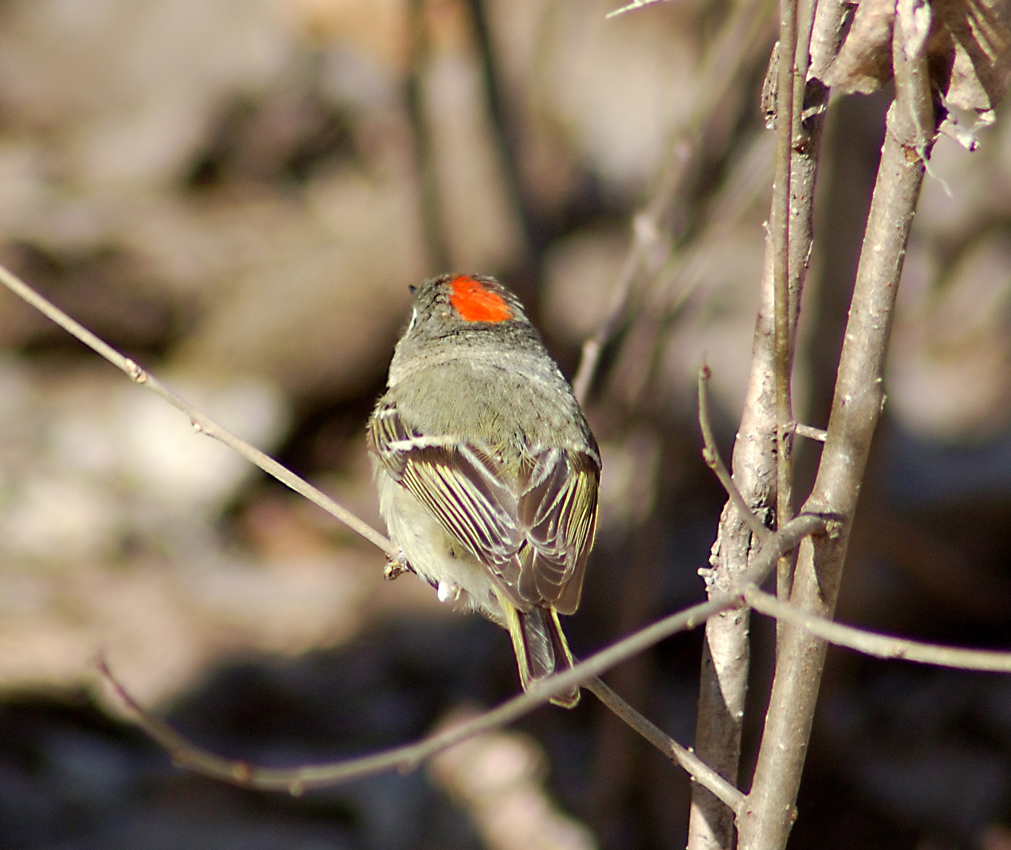
Rode kruin van mannetje van achteren gezien
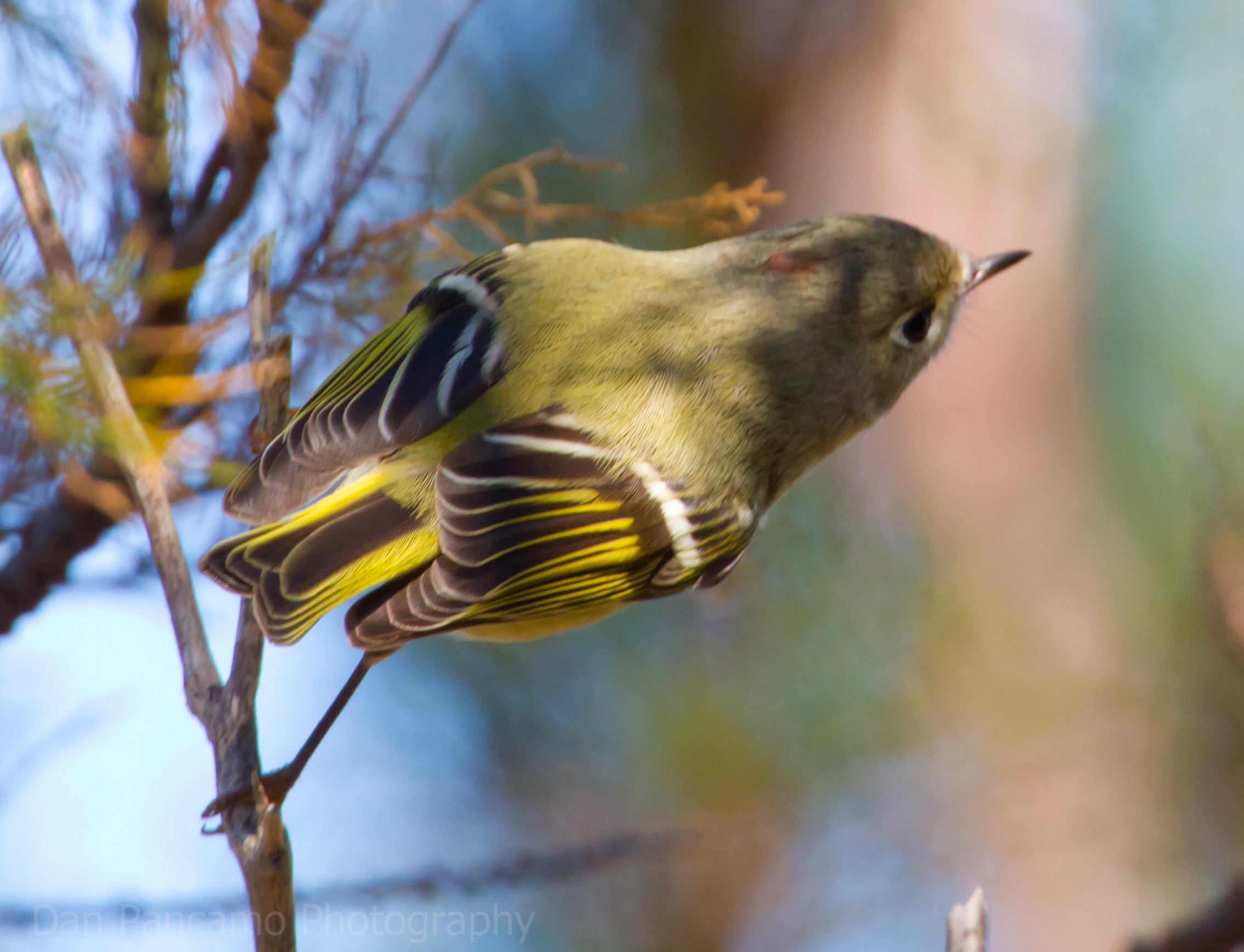
Staartveren
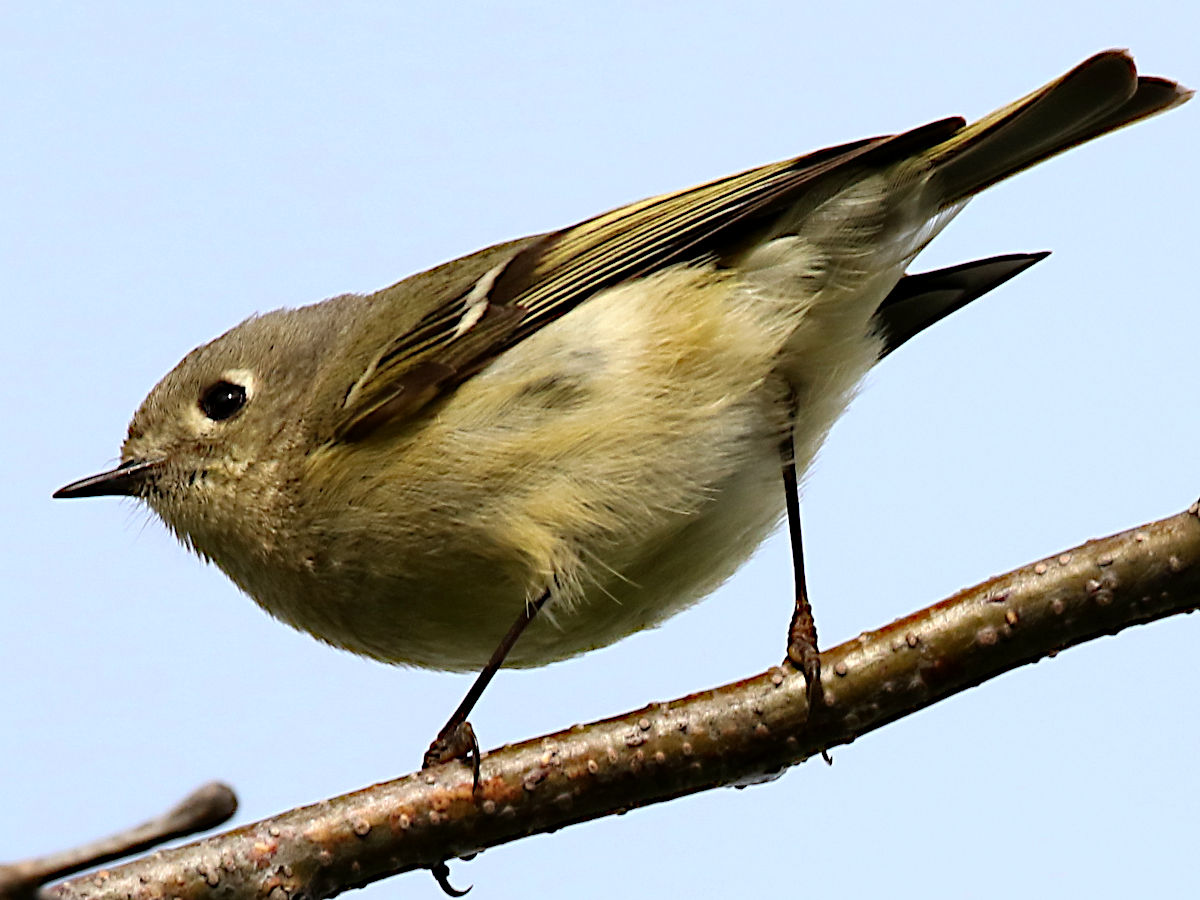
Onderzijde